# 대구탕

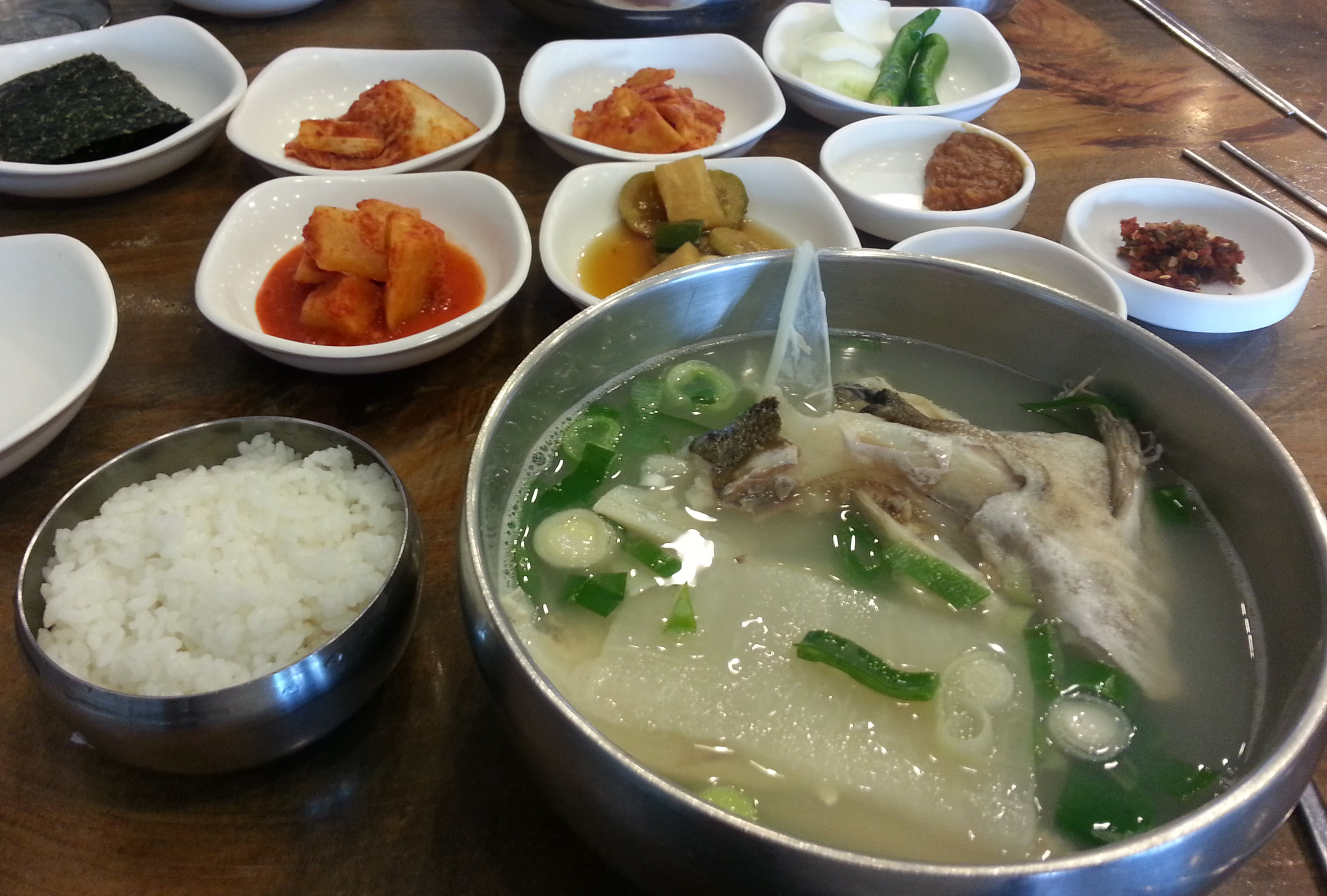
대구탕 상차림

대구탕(大口湯)은 대구 삶은 국물에 대구 토막과 배추를 넣고 끓여 익힌 뒤 생굴과 파를 넣고 끓인 탕이다.

## 개요
대구탕은 대표적인 경상도 음식에 속하며, 부산광역시 강서구 가덕도의 대구탕이 유명하다.

## 역사
대구탕은 조선시대 문헌에서도 자주 등장하는 전통 음식이다. 증보산림경제에는 "대구알과 백란의 젓갈이 맛있으며, 겨울철 반쯤 말린 생선살이 특히 좋다"고 기록되어 있다. 조선무쌍신식요리제법에는 대구 살, 머리, 알 등을 이용해 고추장과 된장을 풀고 콩나물을 넣어 끓인 대구탕 조리법이 소개돼 있다. 규합총서는 대구가 동해에서만 나는 어종으로 중국에는 없지만, 중국에서도 진미로 여겨졌음을 전한다.

## 종류
대구탕은 맑은 탕(백탕)과 얼큰한 매운탕으로 나뉜다. 매운탕은 된장과 고추장을 푼 육수에 무, 배추, 콩나물, 대구를 넣고 끓인 후, 마늘·생강·대파 등으로 간을 맞춘다. 백탕은 멸치장국에 약간의 된장을 풀고, 대구와 미나리, 콩나물, 대파, 쑥갓 등을 넣어 맑게 끓인다. 대구의 알이나 곤이를 넣어 함께 조리하기도 한다.

## 지역
예부터 부산 가덕도의 대구탕이 유명하며, 대구머리로 끓인 뽈국은 부산 대표 명물음식이다. 대구광역시의 대구탕大邱湯은 대구大口로 끓인 것이 아니라 육수에 삶은 토란대, 쇠고기, 무, 고춧가루 등을 넣어 끓인 대구육개장을 말한다.

## 특징
대구는 흰살생선으로 비린내가 적고 단백질이 풍부하며, 지방 함량이 낮아 담백하다. 시원하고 구수한 맛 덕분에 겨울철 대표 음식으로 손꼽히며, 숙취 해소용 해장국으로도 인기가 있다.

## 참고문헌
- 《한국민속대백과사전》, 한국민속촌, "대구탕" 항목.